# Harald Elschenbroich
Harald Elschenbroich (* 19. Juni 1941 in Mönchengladbach) ist ein ehemaliger deutscher Tennisspieler.

## Karriere
Er bestritt von 1965 bis 1975 zehn Begegnungen im Davis Cup und gewann dabei sieben seiner acht Einzel- sowie vier seiner fünf Doppelpartien. Außerdem nahm er von 1963 bis 1977 viermal an den Australian Open teil. 1971 gewann er das Real Madrid International, wo er Manuel Santana im Halbfinale und Juan Gisbert im Finale besiegte. 1973 gewann er die ATP Stuttgart Open und besiegte im Finale Hans-Jürgen Pohmann, mit dem er auch in Wimbledon 1974 die erste Runde im Herrendoppel bestritt. Elschenbroich gewann 1977 das Gottfried-von-Cramm-Memorial in Berlin und besiegte im Finale Bob Carmichael.
Im Verein spielte Elschenbroich viele Jahre für den LTTC Rot-Weiß Berlin.

## Erfolge

### Einzel

#### Turniersiege
| Nr. | Jahr        | Turnier   | Belag | Finalgegner | Ergebnis           |
| --- | ----------- | --------- | ----- | ----------- | ------------------ |
| 1.  | 7. Mai 1973 | Stuttgart | Sand  | Hans Kary   | 2:6, 6:0, 6:2, 6:4 |

#### Finalteilnahmen
| Nr. | Datum         | Turnier         | Belag | Finalgegner     | Ergebnis      |
| --- | ------------- | --------------- | ----- | --------------- | ------------- |
| 1.  | 14. Juli 1969 | Aix-en-Provence | Sand  | Roy Emerson     | 3:6, 4:6, 6:8 |
| 2.  | 5. April 1971 | St. Petersburg  | Sand  | Mike Belkin     | 5:7, 6:7, 1:6 |
| 3.  | 23. Juli 1973 | München         | Sand  | Sandy Mayer     | 4:6, 3:6, 3:6 |
| 4.  | 19. Juni 1978 | Berlin          | Sand  | Vladimír Zedník | 4:6, 5:7, 2:6 |

### Doppel

#### Finalteilnahmen

##### ATP Tour
| Nr. | Jahr         | Turnier    | Belag | Doppelpartner | Finalgegner                 | Ergebnis |
| --- | ------------ | ---------- | ----- | ------------- | --------------------------- | -------- |
| 1.  | 26. Mai 1975 | Düsseldorf | Sand  | Hans Kary     | François Jauffret Jan Kodeš | 2:6, 3:6 |